# Trận Bull Run thứ hai
Trận Bull Run thứ hai, dân miền Nam Hoa Kỳ gọi là Trận Manassas thứ hai, xảy ra trong các ngày 28–30 tháng 8 năm 1862 thuộc Nội chiến Hoa Kỳ. Trận đánh này là đỉnh cao của chiến dịch Bắc Virginia, khi tướng Robert E. Lee dẫn Binh đoàn Bắc Virginia của Liên minh miền Nam tấn công Binh đoàn Virginia của Liên bang miền Bắc do tướng John Pope chỉ huy tại Bull Run. So với trận thứ nhất tại chiến địa Bull Run năm 1861, trận thứ hai này lớn hơn nhiều. Quân Liên minh trong trận này đã làm nên một trong những chiến thắng lớn nhất của cuộc nội chiến, bảo vệ được nền độc lập của Liên minh miền Nam.
Sau khi tiến hành một cuộc hành quân bọc sườn lớn đến đánh úp đồn lương của quân miền Bắc tại Manassas, Virginia, đe dọa đường liên lạc giữa tướng Pope và Washington, D.C., thiếu tướng miền Nam Stonewall Jackson đã kéo về phòng thủ tại Stony Ridge cách đó vài dặm theo hướng tây bắc. Ngày 28 tháng 8, Jackson tấn công một đội quân miền Bắc tại nông trại Brawner phía đông Gainesville, nhưng hai bên bất phân thắng bại. Cùng ngày, Lee ra lệnh cho thiếu tướng James Longstreet dẫn quân đánh thủng phòng tuyến yếu ớt của quân miền Bắc tại Thoroughfare Gap và đến tiếp ứng Jackson.
Tướng Pope nghĩ rằng Jackson đang trong thế thua, liền kéo hầu hết quân đến vây đánh. Ngày 29 tháng 8, Pope mở một loạt cuộc tấn công vào các vị trí của Jackson dọc theo một con đường sắt dốc còn đang làm dở dang. Cuộc tấn công bị đẩy lùi và cả hai bên đếu thiệt hại nặng nề. Đến trưa, Longstreet tới nơi và đóng quân bên sườn phải của Jackson. Pope dường như không biết Longstreet đã đến kịp, đưa quân ra đánh rấn ngày hôm sau, 30 tháng 8. Đợt tấn công đầu tiên của quân đoàn V do tướng Fitz John Porter chỉ huy liền bị pháo binh miền Nam bắn dập tan tành. Sau đó, 5 sư đoàn bộ binh, gồm 25.000 quân do Longstreet thúc đốc, đánh tràn sang đội ngũ quân miền Bắc. Đây là cuộc tấn công biển người lớn nhất của Nội chiến Hoa Kỳ. Sườn trái của quân miền Bắc bị đánh tan tác, cả binh đoàn phải bỏ chạy về sông Bull Run. Nhưng nhờ có một cuộc chặn hậu có hiệu quả mà thảm họa của miền Bắc trong trận Bull Run thứ nhất đã không tái diễn. Dù vậy Pope vẫn phải khó nhọc lắm mới kéo quân rút được về đến Centreville. Với chiến thắng vẻ vang này, Lee trở nên tiếng tăm lẫy lừng, như một nhà chiến thuật xuất sắc. Bên cạnh tài điều binh khiển tướng của ông, phe Liên bang lại cảm thấy nghi vấn về khả năng của các tướng lĩnh của mình cũng như khả năng tận diệt Liên minh.
John Pope sau đó bị cách chức chỉ huy. Được sự cỗ võ của cuộc đại thắng này, Lee mang quân đi đánh đất Bắc, và cuối cùng ông đã phải hứng chịu thất bại lớn đầu tiên của ông trong trận Antietam.